# باب یاری
باب (بابک) یاری،( متولد ۳۰ مهٔ ۱۹۶۱ در تهران) تهیه‌کننده یهودی‌الاصل ایرانی-آمریکایی سینمای هالیوود و و مالک چهار شرکت تولید فیلم در کشور آمریکا است.
فیلم تصادف (۲۰۰۴) که وی تهیه‌کننده و سرمایه‌گذار آن بود، توانست عنوان بهترین فیلم را در ۷۸مین مراسم اسکار از آن خود کند.